# Charles Luther
Karl August « Charles » Luther (né le 8 août 1885 à Göteborg et décédé le 24 janvier 1962 à Härlanda) est un athlète suédois spécialiste du sprint. Affilié à l'IFK Göteborg, il mesurait 1,79 m pour 64 kg.

## Biographie

### Palmarès
| Date | Compétition           | Lieu      | Résultat | Performance |
| ---- | --------------------- | --------- | -------- | ----------- |
| 1912 | Jeux olympiques d'été | Stockholm | 2e       | 42 s 6      |

### Records
| Épreuve    | Performance | Lieu      | Date |
| ---------- | ----------- | --------- | ---- |
| 100 mètres | 10 s 9      |           | 1913 |
| 200 mètres | 22 s 3      | Stockholm | 1912 |